# Aeropuerto Internacional de Brownsville/South Padre Island
El Aeropuerto de Brownsville/South Padre Island (en inglés, Brownsville/South Padre Island International Airport) (IATA: BRO, OACI: KBRO, FAA LID: BRO) es un aeropuerto localizado en Brownsville, una ciudad del Condado de Cameron, Texas, Estados Unidos, a 7 kilómetros al este del Distrito financiero. Se sitúa cerca de la Frontera entre Estados Unidos y México, al lado opuesto de Matamoros, Tamaulipas. 
El aeropuerto es atendido por cuatro líneas aéreas comerciales, seis taxis aéreos y ofrece tres FBO's para la aviación general. Es un aeropuerto conveniente para volar en el Valle del Río Grande y el norte de México. La mayoría de las ciudades en el Valle del Río Grande son accesibles desde BRO en automóvil entre 30-60 minutos. También es el aeropuerto comercial más cercano a South Padre Island.
La oficina del Servicio Meteorológico Nacional para el sur de Texas está ubicado en los terrenos del aeropuerto.
Actualmente el aeropuerto recibe vuelos a dos ciudades de Texas, Dallas y Houston.

## Instalaciones
El Aeropuerto Internacional de Brownsville/South Padre Island tiene una superficie de 690 hectáreas en un elevación de 7 metros (22 pies) por encima del Nivel del mar. Tiene tres pistas de aterrizaje: 13L/31R medición de 914 x 23 m (3,000 x 75 pies), 13R/31L medición de 2,256 x 46 m (7,400 x 150 pies) y 17/35 mide 1,829 x 46 m (6,000 x 150 pies).
Para el período de 12 meses que finalizó el 31 de diciembre de 2007, el aeropuerto tuvo 43.105 operaciones de aeronaves, un promedio de 118 por día: 52% de Aviación general, 35% de Aviación militar, 13% de taxi aéreo y <1% de comercial regular. En ese momento había 56 aviones con base en este aeropuerto: 91% de un solo Motor y el 9% multi-motor.
Varios tipos de aviones, incluyendo Embraer ERJ 140 y Embraer ERJ 145, son utilizados por American Eagle, Aeroméxico Connect y United Express en Brownsville. Anteriormente los aviones utilizados fueron ATR-42 y Embraer ERJ 135 (ExpressJet Airlines), Bombardier CRJ-200 (Chautauqua Airlines), así como Boeing 737-200, 737-300 y 737-500 (Continental Airlines).
Pan American Airways, Inc. ubicado en el Edificio 1931 Pan American Airways en el Aeropuerto Internacional de Brownsville/South Padre Island, ha renovado el Edificio 1931 Pan American Airways con la intención de reabrir la "entrada a América Latina" en 2011.

## Aerolíneas y destinos

### Pasajeros
| Aerolíneas     | Destinos                 |
| -------------- | ------------------------ |
| Aerus          | Monterrey                |
| American Eagle | Dallas/Fort Worth        |
| United Express | Houston-Intercontinental |

### Carga
El aeropuerto es el segundo después del Aeropuerto Internacional del Valle en aeropuertos de manejo de carga aérea en el Valle del Río Grande.
Pan American Airways (que no debe confundirse con el Pan Am original) y World-Wide Consolidated Logistics, Inc. abrirían el servicio de carga a América Latina en 2011. World-Wide Consolidated Logistics, Inc. estableció una instalación de inspección de carga certificada por la TSA para facilitar la inspección de carga nacional e internacional hacia y desde los Estados Unidos con la intención de que el Aeropuerto Internacional de Brownsville fuera la "Puerta de entrada a América Latina" en 2011 y la "Puerta de entrada a África" (a través de la Ruta Sur) en 2012. Esos planes nunca llegaron a buen término porque el propietario de la entidad (PAAWWCL) tuvo problemas legales, impidiendo que la aerolínea iniciara nuevos servicios.

### Destinos nacionales
Se brinda servicio a 2 ciudades dentro del país a cargo de 2 aerolíneas.
| Dallas (DFW)  | • |   |   | 1 |
| Houston (IAH) |   | • |   | 1 |
| Total         | 1 | 1 | 0 | 2 |

### Destinos internacionales
| Ciudades                              | Nombre del aeropuerto                 | Aerolíneas   |
| Norteamérica                          | Norteamérica                          | Norteamérica |
| ------------------------------------- | ------------------------------------- | ------------ |
| México (1 destino, 1 aerolínea)       |                                       |              |
| Monterrey                             | Aeropuerto Internacional de Monterrey | Aerus        |
| Total: 1 aerolínea, 1 destino, 1 país |                                       |              |

## Aeropuertos cercanos
Los aeropuertos más cercanos son:
- Aeropuerto Internacional General Servando Canales (18 km)
- Aeropuerto Internacional Valley (42 km)
- Aeropuerto Internacional General Lucio Blanco (81 km)
- Aeropuerto Internacional de McAllen-Miller (86 km)
- Aeropuerto Internacional de Corpus Christi (207km)